# Псевдопанакс
Псевдопанакс (лат. Pseudopanax) — один из родов семейства аралиевых. Систематизирована в 1859 году. 

## Ареал
Виды Псевдопанакса — эндемики Голантарктического царства. Большинство из них произрастают на островах Новой Зеландии. Родина нескольких видов — остров Тасмания и влажные Вальдивские леса и Патагония. Два южноамериканских вида также иногда относят к другому роду аралиевых — раукауа.

## Описание вида
Представители рода — кустарники или невысокие деревья высотой до 7-8 м. 
Листья, в зависимости от вида, длиной от 5 до 20 см. 
Растения предпочитают влажные почвы. На Южном острове псевдопанакс может произрастать на высоте 700 м и выше.

## Применение
Псевдопанакс не выносит высоких температур летом и низких зимой, поэтому его выращивают как декоративное растение лишь в местах со схожим с родным климатом: южной Англии или на Тихоокеанском побережье США.

## Виды
По информации базы данных The Plant List, род включает 7 видов:
- Pseudopanax chathamicus Kirk
- Pseudopanax crassifolius (Sol. ex A.Cunn.) K.Koch
- Pseudopanax discolor (Kirk) Harms
- Pseudopanax ferox Kirk
- Pseudopanax gilliesii Kirk
- Pseudopanax lessonii (DC.) K.Koch
- Pseudopanax linearis (Hook.f.) K.Koch